# Osvaldo Rodríguez (futbolista nacido en 1996)
Osvaldo Rodríguez del Portal (San Luis Potosí, San Luis Potosí, México, 10 de septiembre de 1996) es un futbolista mexicano que se desempeña en la posición de lateral izquierdo en el Club Tigres UANL de la Primera División de México.

## Trayectoria

### Club de Fútbol Pachuca
Durante los años 2014 y 2015 estuvo en Alto Rendimiento Tuzo, equipo filial del Club de Fútbol Pachuca. 
El 19 de febrero de 2014 debutó con los tuzos ante Estudiantes de Altamira, partido correspondiente a la Copa MX

## Selección nacional
En mayo de 2021 fue convocado con la selección de fútbol de México por Gerardo Martino para disputar los amistosos ante Islandia y Honduras, así como el Final Four de la Liga de Naciones de la Concacaf.
Se volvió internacional absoluto el 12 de junio ante Honduras con el dorsal 31, convirtiéndose en el debut vigésimo segundo de la era Martino.

## Estadísticas

### Clubes
Actualizado al último partido disputado el 24 de febrero de 2024.
| Club                   | Div.          | Temporada     | Liga  | Liga  | Copas nacionales | Copas nacionales | Copas internacionales | Copas internacionales | Total | Total |
| Club                   | Div.          | Temporada     | Part. | Goles | Part.            | Goles            | Part.                 | Goles                 | Part. | Goles |
| ---------------------- | ------------- | ------------- | ----- | ----- | ---------------- | ---------------- | --------------------- | --------------------- | ----- | ----- |
| C. F. Pachuca · México | 1.ª           | 2013-14       | 0     | 0     | 1                | 0                | ―                     | ―                     | 1     | 0     |
| C. F. Pachuca · México | 1.ª           | 2015-16       | 10    | 0     | 8                | 0                | ―                     | ―                     | 18    | 0     |
| C. F. Pachuca · México | Total club    | Total club    | 10    | 0     | 9                | 0                | 0                     | 0                     | 19    | 0     |
| Club León · México     | 1.ª           | 2016-17       | 17    | 1     | 3                | 0                | ―                     | ―                     | 20    | 1     |
| Club León · México     | 1.ª           | 2017-18       | 16    | 1     | 8                | 0                | ―                     | ―                     | 24    | 1     |
| Club León · México     | 1.ª           | 2018-19       | 7     | 0     | 5                | 0                | ―                     | ―                     | 12    | 0     |
| Club León · México     | 1.ª           | 2019-20       | 9     | 0     | —                | —                | 0                     | 0                     | 9     | 0     |
| Club León · México     | 1.ª           | 2020-21       | 26    | 1     | —                | —                | 4                     | 0                     | 30    | 1     |
| Club León · México     | 1.ª           | 2021-22       | 29    | 1     | —                | —                | 1                     | 0                     | 30    | 1     |
| Club León · México     | 1.ª           | 2022-23       | 32    | 1     | —                | —                | 6                     | 0                     | 38    | 1     |
| Club León · México     | 1.ª           | 2023-24       | 27    | 1     | —                | —                | 4                     | 0                     | 31    | 1     |
| Club León · México     | Total club    | Total club    | 163   | 6     | 16               | 0                | 15                    | 0                     | 194   | 6     |
| Total carrera          | Total carrera | Total carrera | 173   | 6     | 25               | 0                | 15                    | 0                     | 213   | 6     |

## Palmarés

### Títulos nacionales
| Título                     | Club      | País   | Año  |
| -------------------------- | --------- | ------ | ---- |
| Primera División de México | Club León | México | 2020 |

### Títulos internacionales
| Título                           | Equipo    | País           | Año  |
| -------------------------------- | --------- | -------------- | ---- |
| Leagues Cup                      | Club León | Estados Unidos | 2021 |
| Liga de Campeones de la Concacaf | Club León | Estados Unidos | 2023 |